# Shiori Miyake
Shiori Miyake (三宅 史織, Miyake Shiori), née le 13 octobre 1995, est une joueuse internationale de football japonaise.

## Biographie
Le 22 septembre 2013, elle fait ses débuts avec l'équipe nationale japonaise contre l'équipe du Nigeria. Elle participe à la Coupe du monde 2019. Elle compte 18 sélections en équipe nationale du Japon.

## Statistiques
Le tableau ci-dessous présente les statistiques de Shiori Miyake en équipe nationale
| Équipe du Japon | Équipe du Japon | Équipe du Japon |
| Année           | Matchs          | Buts            |
| --------------- | --------------- | --------------- |
| 2013            | 1               | 0               |
| 2014            | 0               | 0               |
| 2015            | 0               | 0               |
| 2016            | 0               | 0               |
| 2017            | 5               | 0               |
| 2018            | 11              | 0               |
| 2019            | 1               | 0               |
| Total           | 18              | 0               |

## Palmarès
- Vainqueur de la Coupe d'Asie 2018